# Crawley (Oxfordshire)
 (septembre 2023).
Pour les articles homonymes, voir Crawley (homonymie).
Crawley est une paroisse civile et un village de l'Oxfordshire, en Angleterre.